# Başdere, Ürgüp
Başdere là một thị trấn thuộc huyện Ürgüp, tỉnh Nevşehir, Thổ Nhĩ Kỳ. Dân số thời điểm năm 2011 là 1.822 người.